# N,N'-亚甲基二脲
N,N'-亚甲基二脲 （MDU）是一种有机化合物，化学式为CH2(NHC(O)NH2)2，白色固体，218 °C分解。它可由尿素和甲醛反应制得。它和4-氨基苯甲酸反应，可以得到1,2,3,4-四氢喹唑啉-2-酮-6-甲酸。